# Khalil Al Ghamdi
Khalil Ibrahim Al Ghamdi (in arabo خليل إبراهيم جلال الغامدي‎?; Riyad, 2 settembre 1970) è un ex arbitro di calcio saudita.

## Carriera
Ottenuto il passaporto da internazionale nel 2002, è stato subito lanciato nei palcoscenici dei tornei più importanti a livello mondiale.
E così, dopo la partecipazione al Campionato mondiale di calcio Under-17 in Finlandia già nel 2003, a fine 2004 giunge la notizia del suo inserimento nell'elenco dei 46 arbitri papabili per i Mondiali 2006 in Germania: per prepararsi a quest'appuntamento, la FIFA lo mette alla prova in occasione del Campionato del mondo di calcio Under-20 del 2005 nei Paesi Bassi, e le buone prestazioni fornite sui campi lo portano ad essere selezionato per la rassegna iridata 2006, ma solo in qualità di riserva (avrebbe svolto le funzioni di quarto ufficiale).
A fine anno prende parte anche al Mondiale per club in Giappone.
In seguito, la FIFA decide di dare una seconda possibilità alla carriera del giovane saudita, che viene ufficialmente selezionato per i Mondiali di calcio 2010.
E in questo quadriennio che precede il Mondiale in Sudafrica, Al Ghamdi arbitra inoltre nella Coppa d'Asia del 2007 e in occasione del torneo calcistico dell'Olimpiade 2008 di Pechino.
Nel gennaio del 2010 è invitato dalla CAF, in qualità di unico arbitro non africano, a dirigere nella Coppa delle nazioni africane 2010.
Ai mondiali del 2010 in Sudafrica dirige Francia - Messico e Cile - Svizzera, partite valide per la seconda giornata della fase a gironi.
Nel gennaio 2011 è tra gli arbitri selezionati dall'AFC per la Coppa delle nazioni asiatiche in Qatar. Nell'occasione l'arbitro saudita dirige una partita della fase a gironi e una semifinale (quest'ultima tra Giappone e Corea del Sud).
Nell'aprile 2012 viene inserito dalla FIFA in una lista di 52 arbitri preselezionati per i Mondiali 2014. Tuttavia, non riesce nell'obiettivo di essere convocato per la fase finale del campionato mondiale, venendo eliminato in un taglio successivo dalla lista dei candidati.
Nel gennaio 2013 è tra gli arbitri selezionati dall'AFC per la Coppa delle Nazioni del Golfo 2013. In tale competizione, dopo aver diretto una partita della fase a gironi, viene designato per la finalissima tra Emirati Arabi Uniti ed Iraq, disputatasi a Riffa il 18 gennaio 2013.
Nell'ottobre 2013 è convocato dalla FIFA per il Campionato mondiale di calcio Under 17 2013. Nella circostanza, viene impiegato per due partite della fase a gironi e successivamente un ottavo di finale.
Dal 1º gennaio 2015 non figura più nella lista degli arbitri internazionali sauditi.